# Кольмар-Нор
Кольма́р-Нор (фр. Colmar-Nord, Северный Кольмар) — упразднённый кантон во Франции, в департаменте Верхний Рейн в регионе Эльзас — Шампань — Арденны — Лотарингия в округе Кольмар.
До реформы 2015 года в состав кантона административно входила северная часть коммуны Кольмар.
По закону от 17 мая 2013 и декрету от 21 февраля 2014 года количество кантонов в департаменте Верхний Рейн уменьшилось с 31 до 17. Новое территориальное деление департаментов на кантоны вступило в силу во время выборов 2015 года. После реформы кантон был упразднён.

## Консулы кантона
Кантон образован в 1958 году.
| Период      | Консул            | Должность           |
| ----------- | ----------------- | ------------------- |
| 1958 — 1976 | Justin Hausherr   | Мэр коммуны Кольмар |
| 1976 — 1982 | Bernard Wemaere   |                     |
| 1982 — 1994 | Jean-Paul Fuchs   |                     |
| 1994 — 2015 | Brigitte Klinkert |                     |